# باتريسيو
باتريسيو (بالبرتغالية: Patrício Antônio Boques‏) هو لاعب كرة قدم برازيلي في مركز الدفاع، ولد في 8 أكتوبر 1974 في Aratiba ‏ في البرازيل. لعب مع جمعية بورتوغيزا الرياضية وغريميو بورتو أليغرينزي ونادي بارانا ونادي باهيا ونادي ساو كايتانو ونادي غواراني ونادي فاسكو دا غاما ونادي كاشياس دو سول ونادي كوريتيبا.